# Acorotricha crystanta
Acorotricha crystanta är en fjärilsart som beskrevs av Edward Meyrick 1913. Acorotricha crystanta ingår i släktet Acorotricha och familjen praktmalar, Oecophoridae. Inga underarter finns listade i Catalogue of Life.